# Acide usnique
L'acide usnique est un dibenzofurane naturel de formule C18H16O7 présent chez plusieurs espèces de lichens. Il s'agit d'une substance solide jaunâtre de saveur amère. On le trouve dans la nature sous forme D et sous forme L, ainsi que sous forme racémique. Il forme des sels appelés « usnates ».
L'acide usnique a été isolé pour la première fois en 1844 par le scientifique allemand W. Knop et sa première synthèse est l'œuvre de Curd et Robertson en 1933. Il a été identifié dans de nombreux genres de lichens, notamment les usnées, Cladonia, Lecanora, Ramalina, Evernia et Parmelia. On considère généralement qu'il est circonscrit aux lichens, mais il y a eu également des observations isolées et non confirmées d'acide usnique dans la kombucha et chez des ascomycètes non lichenisés,.
L'acide usnique est un métabolite secondaire des lichens dont le rôle n'a pas été complètement élucidé. On pense qu'il protège les lichens des effets nocifs du soleil, éloigne les animaux par son goût amer et sa toxicité. Des extraits de lichens contenant de l'acide usnique ont été utilisés en médecine, parfumerie et  cosmétique.
Il possède une certaine activité antibiotique contre des bactéries à Gram positif telles que Staphylococcus, Streptococcus (dont Streptococcus pneumoniae), d'autres bactéries telles que Mycobacterium tuberculosis et certains champignons pathogènes. Il présente également certains effets antiviraux, antiprotozoaires (en), antimitotiques, anti-inflammatoires et analgésiques, ainsi que la propriété d'absorber les rayons ultraviolets.
Chez l'homme, l'acide usnique et ses sels ont été associés à de graves atteintes du foie. Une hépatotoxicité sévère a été observée chez un certain nombre de patients ayant absorbé quotidiennement de 300 à 1 350 mg d'acide usnique comme complément alimentaire sur une période de quelques semaines,.
Les rennes et les caribous ont dans leur rumen des micro-organismes qui dégradent cet acide et des enzymes qui décomposent les autres composés phénoliques toxiques. Cette détoxification leur permet de consommer les lichens des rennes (Cladonia rangiferina, Cladonia stellaris…).

## Stéréochimie
L'acide usnique possède un atome de carbone asymétrique, le carbone C9b, C3 sur le cycle furane au centre et qui porte un substituant méthyle. Ainsi l'acide usnique est chiral et se présente sous la forme de deux énantiomères :
- acide (+)-usnique ou (9bR)-2,6-diacétyl-7,9-dihydroxy-8,9b-diméthyl-1,3(2H,9bH)-dibenzofurandione et donc acide (R)-usnique ou encore acide (R)-(+)-D-usnique, numéro CAS 7562-61-0
- acide (–)-usnique ou acide (S)-usnique ou encore acide L-usnique, numéro CAS 6159-66-6